# Nataša Mikuš-Žigman

Nataša Mikuš-Žigman (16. srpnja 1971.) hrvatska je političarka i stručnjakinja za europske fondove koja je 2025. godine imenovana za ministricu regionalnog razvoja i fondova Europske unije u Vladi Republike Hrvatske.

## Obrazovanje i kvalifikacije
Diplomu Filozofskog fakulteta Sveučilišta u Zagrebu stekla je iz područja njemačkog i engleskog jezika i književnosti. Magistrirala je suvremene europske studije na Sussex European Institutu u Brightonu, Velika Britanija. Dodatno obrazovanje završila je na Ekonomskom fakultetu Sveučilišta u Zagrebu, gdje je stekla zvanje sveučilišne specijalistice ekonomike Europske unije.

## Karijera
U Središnjem državnom uredu za razvojnu strategiju i koordinaciju fondova Europske unije obnašala je dužnost zamjenice državnog tajnika od 2005. do 2011. godine. Tijekom tog mandata ključnu ulogu imala je u izradi Strateškog okvira za razvoj 2006. - 2013. (Nacionalne razvojne strategije). Koordinirala je pripremu strateških dokumenata za korištenje EU pretpristupnih i strukturnih fondova te sudjelovala u uspostavi cjelokupnog institucionalnog sustava za upravljanje pretpristupnim programima u Hrvatskoj.
Značajnu funkciju obavljala je kao voditeljica radne skupine za poglavlje 22 pregovora s Europskom unijom - Regionalna politika i koordinacija strukturnih instrumenata.
Bila je ravnateljica Središnje agencije za financiranje i ugovaranje programa i projekata EU od 2012. do 2016. godine.
Dva mandata od 2016. do 2022. obnašala je funkciju državne tajnice u Vladi Republike Hrvatske u Ministarstvu gospodarstva, poduzetništva i obrta. Tijekom ovih funkcija bila je odgovorna za pripremu strateških dokumenata za korištenje pretpristupnih programa Europske unije u Hrvatskoj, pripremu projektne i natječajne dokumentacije za projekte koje financira Europska unija i Svjetska banka, nadzor nad projektima, kao i obuku državnih službenika o EU fondovima.
Od siječnja 2023. do srpnja 2025. godine radila je kao direktorica sektora Poslovna održivost i zelena transformacija u kompaniji „Podravka”.
U srpnju 2025. godine premijer Andrej Plenković objavio je njeno imenovanje za ministricu regionalnog razvoja i fondova Europske unije. Naslijedila je Šimu Erlića, koji je dao ostavku nakon što je izabran za gradonačelnika Zadra na lokalnim izborima.

## Privatni život
Supruga je Ante Žigmana, predsjednika Upravnog vijeća Hanfe (Hrvatska agencija za nadzor financijskih usluga).